# Рахио
Рахио (Рахион; лат. Rachio или Rachion; умер после 788) — епископ Страсбурга с 783 года; один из крупнейших деятелей Каролингского возрождения в Эльзасе.

## Биография
О происхождении Рахио сведений в исторических источниках не сохранилось. Возможно, ещё в юности он принял постриг и в 773 году уже получил сана настоятеля Мюнстерского аббатства. Ранее считалось, что Рахио стал аббатом после Ремигия. Однако многие современные историки категорически отвергают саму возможность владения Ремигием саном настоятеля.
В списках глав Страсбургской епархии Рахио назван преемником Ремигия, скончавшегося 20 марта 782 или 783 года. Рахио взошёл на епископскую кафедру в 783 году, о чём упоминается в созданном по его повелению в 788 году кодексе канонов. Возглавив епархию, он не сложил с себя сан аббата Мюнстерского монастыря, продолжив управлять этой обителью до самой смерти.
4 апреля 784 года датирована булла папы римского Адриан I Страсбургской епархии. В документе подтверждалось разделение епархии на семь архидиаконств и определялись взаимные права и обязанности епископа и подчинённых тому прелатов.
Сторонник строгой церковной дисциплины, Рахио в 788 году составил «Fausses décrétales» — сборник канонов для духовенства Франкского государства. В качестве основных источников епископ использовал сочинения Дионисия Младшего, Исидора Севильского и папы римского Адриана I, дополнив их постановлениями крупнейших синодов предыдущих веков и приблизительно сотней посланий наместников Святого Престола.
Стараниями Рахио при кафедральном соборе Страсбурга была создана община каноников из «Испании» (так тогда называли Пиренейский полуостров и Септиманию). Её членам епископ поручил заботу о скриптории, благодаря чему здесь было создано множество рукописей. В составленном в Парижской национальной библиотеке в 1779 году «Catalogus librorum bibliothecae Argentinensis» были приведены названия почти пятидесяти манускриптов Каролингского времени. Среди них был и сборник декреталий пап римских и посланий Отцов Церкви (лат. «Décréta pontificum romanorum et aliorum patrum»), известный как «Кодекс Рахио». Бо́льшая часть этих рукописей не сохранилась: они сгорели во время осады 1870 года. При епископе Рахио Страсбург стал одним из крупнейших центров Каролингского возрождения.
Рахио приписывается перенесение мощей епископа Флорентия из церкви Святого Фомы в Страсбурге в основанный им Нидераслакский монастырь. В память о этом событии Рахио повелел ежегодно 7 ноября отмечать в Страсбургской епархии день поминовения святого Флорентия. Ф.-А. Грандидье относил перенесение мощей к 810 году, но на каких источниках была основана такая датировка, в его труде не сообщается. Современные историки считают, что существование Нидераслакского монастыря в конце VIII века — маловероятно.
В «Деяниях Карла Великого» Ноткер Заика упомянул о Рахио, охарактеризовав его как тщеславного и напыщенного человека, мнившего себя столпом святости.
Точная дата смерти Рахио неизвестна. Последние достоверные сведения о нём относятся к 788 году. О последующих же годах жизни епископа сообщается только в намного более поздних источниках, свидетельства которых основывалась на преданиях и легендах. В соответствии с этим, Рахио, скорее всего, не мог умереть в 815 или 816 году, а должен был скончаться в более раннее время (возможно, в конце VIII века или незадолго до 810 года). Преемником Рахио в епископском сане был Уто I, а в аббатском — Хурольф.
После смерти Рахио его останки сначала были помещены на хорах церкви в Нидераслакском монастыре, а 26 октября 1143 года захоронены страсбургским епископом Бурхардом фон Михельбахом в одной могиле со святым Флорентием. Тогда же была сделана и свинцовая надгробная плита со стихотворной эпитафией в память о Рахио.
В трудах некоторых авторов Нового времени Рахио упоминается как святой. Однако никаких достоверных свидетельств о существовании культа этого епископа Страсбурга нет.